# Msza wieczerzy Pańskiej
Msza Wieczerzy Pańskiej (łac. Missa in Coena Domini) – w chrześcijaństwie msza w Wielki Czwartek wieczorem, mająca upamiętniać Ostatnią Wieczerzę Jezusa z uczniami. Mszą tą rozpoczyna się Triduum Paschalne. Wraz z rozpoczęciem mszy kończy się okres Wielkiego Postu.

## Ostatnia Wieczerza
Podczas Ostatniej Wieczerzy Jezus ustanowił dwa sakramenty – Eucharystię słowami: Bierzcie i jedzcie z Tego wszyscy: to jest bowiem ciało moje, które za was będzie wydane. (Mt 26,26; Mk 14,22; Łk 22,19; 1Kor 11,24) oraz Bierzcie i pijcie z niego wszyscy: to jest bowiem kielich krwi mojej nowego i wiecznego przymierza, która za was i za wielu będzie wylana na odpuszczenie grzechów. To czyńcie na moją pamiątkę (Mt 26,27-28; Mk 14,24; Łk 22,20; 1Kor 11,25) oraz kapłaństwo przez nakaz czynienia tego samego, co on (To czyńcie na moją pamiątkę).

## Liturgia
Liturgia mszy Wieczerzy Pańskiej powinna odbywać się w godzinach wieczornych. W Wielki Czwartek rano odbywa się msza krzyżma świętego, poza tym sama Ostatnia Wieczerza odbywała się wieczorem. Kolor szat liturgicznych podczas tej mszy to biały.

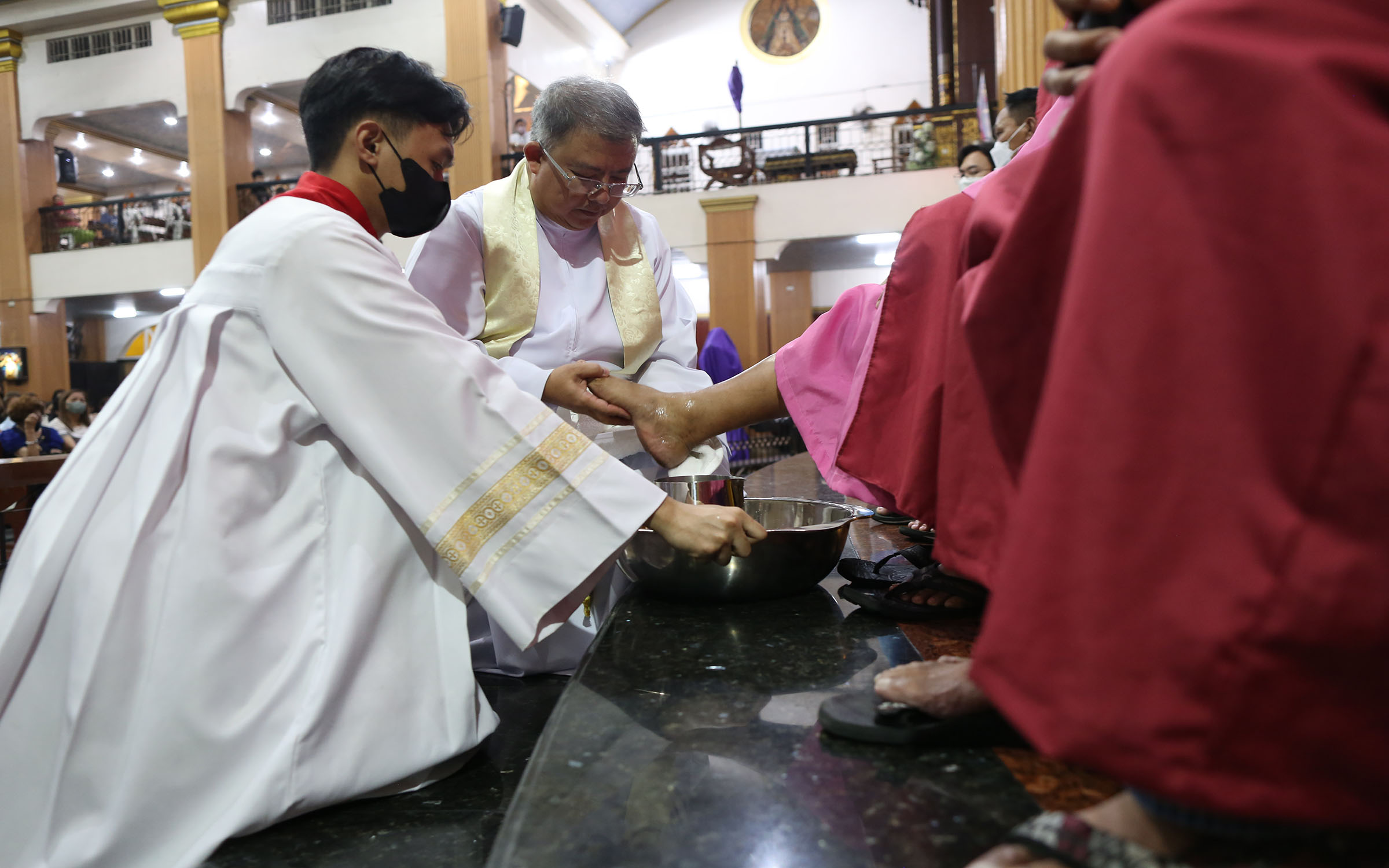
Obrzęd obmycia nóg

Przebieg liturgii
Podczas mszy w trakcie hymnu Chwała na wysokości biją wszystkie dzwony w świątyni. Po zakończeniu śpiewu dzwony i organy milkną (mogą być jednak nadal używane wyjątkowo dla podtrzymania śpiewu). W czasie przeistoczenia używane są kołatki bez gongu. W niektórych kościołach odbywa się obrzęd obmycia nóg dwunastu mężczyznom, czyli tzw. "Mandatum". Podczas Mszy Wieczerzy Pańskiej konsekruje się dostateczną liczbę komunikantów, aby wystarczyły na dzień obecny i następny. Po zakończeniu Wieczerzy Najświętszy Sakrament przenosi się do kaplicy adoracji, zwanej ciemnicą (na pamiątkę uwięzienia Jezusa po Ostatniej Wieczerzy), gdzie adoruje się go do późnych godzin nocnych i przez cały Wielki Piątek. Podczas przenosin Najświętszego Sakramentu śpiewa się hymn św. Tomasza „Sław języku tajemnicę” (Pange Lingua Gloriosi). Po zakończeniu liturgii obnaża się ołtarz, zdejmując świece, mszał, krzyż i obrus (łac. denudatio altaris). Gest ten symbolizuje odarcie Chrystusa z szat oraz jego opuszczenia przez bliskich. Sam ołtarz bowiem jest symbolem Chrystusa. Niegdyś zachowywano także zwyczaj zmywania mensy ołtarzowej wodą z winem na znak, iż z serca Jezusa wypłynęły krew i woda. Tabernakulum pozostaje otwarte i puste.
Czytania mszalne
- Pierwsze czytanie: Wj 12,1-8.11-14 Przepisy o Wieczerzy Paschalnej
- Psalm responsoryjny: Ps 116B,12-13. 15-16bc. 17-18
- Drugie czytanie: 1 Kor 11,23-26 Ustanowienie Eucharystii
- Śpiew przed Ewangelią: J 13,34
- Ewangelia: J 13,1-15 Do końca Ich umiłował